# 인공눈

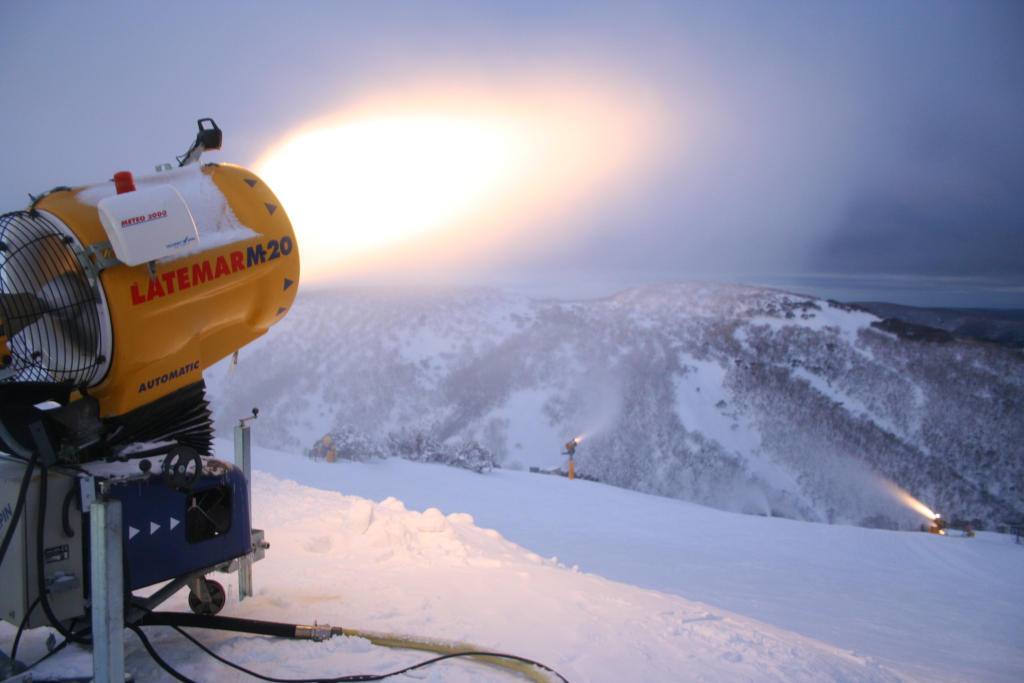
인공눈을 만드는 기계

인공눈(人工-)는 인공으로 만든 눈을 말한다. 주로 스키장, 눈썰매장 등에서 사용된다.